# ハシミテ大学
ハシミテ大学（英語: Hashemite University）は、ヨルダン、ザルカに本部を置くヨルダンの公立大学。1992年創立、1992年大学設置。
1992年に設立された  。ハシミテはヨルダン王家がハーシム家に属することに因む。